# ペルシャヒョウ
ペルシャヒョウ（Panthera pardus saxicolor）、別名イランヒョウは、ヒョウ科の亜種の1種で、西アジア原産のヒョウの1亜種。中東（西アジア）の生息分布地においては絶滅の危機にさらされている。

## 亜種の特徴
ペルシャヒョウは、ヒョウの全ての亜種で最も大型。体毛が長く、体色はやや淡く明るい。黒い斑点は体の内側（ノド、胸、腹）にも広がり点在している。
体長：150-180cm、尾長オス95cm-110cm、体重：70-100kg。

## 生態
食性は肉食である。捕食する獲物は地域によって異なるが野生のヒツジ類や、イノシシ、鹿（アカシカやノロジカ）、そして人の家畜などとなる。
ペルシャヒョウの狩りの仕方は他のヒョウと同様で単独で行い、捕食する動物に忍び寄り、どこからともなく奇襲で襲い、最後は獲物のノドを噛むことで獲物を殺し捕獲する。
出産については、3-4ヵ月の妊娠期間を経て通常3匹の子を1回で出産する。メスは、2歳半くらいで性的な成熟期となる。

## ペルシャヒョウのStaus
ENDANGERED (IUCN Red List Ver. 3.1 (2001))

## ペルシャヒョウの生息分布

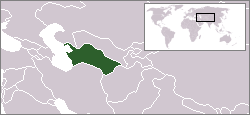
トルクメニスタン

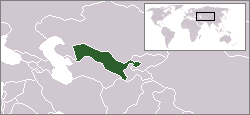
ウズベキスタン

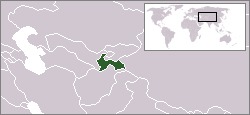
タジキスタン

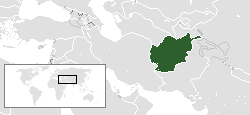
アフガニスタン

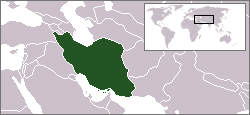
イラン

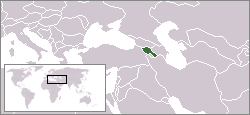
アルメニア・南カフカス地方

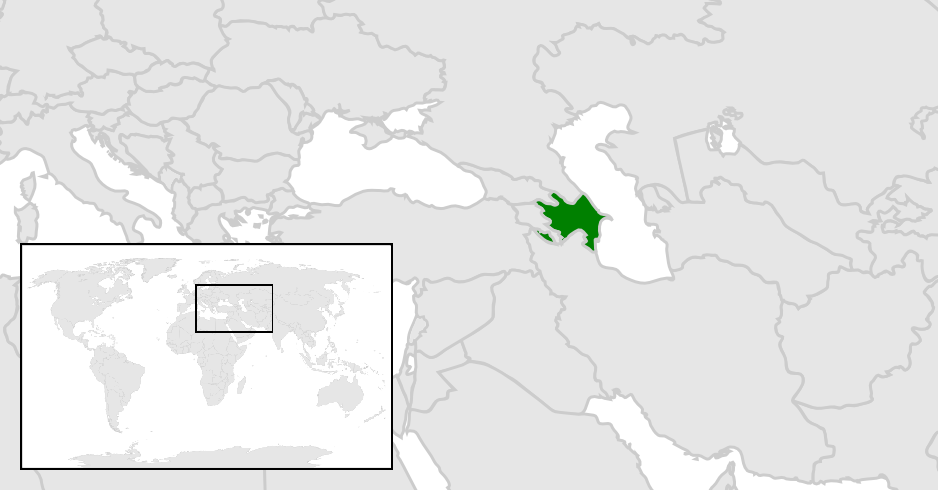
アゼルバイジャン・南カフカス地方

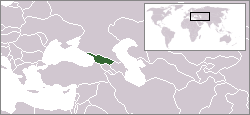
ジョージア（グルジア)・南カフカス地方

ペルシャヒョウの生息地はトルクメニスタン、ウズベキスタン、タジキスタンとアフガニスタン北西部、アルメニア、アゼルバイジャン、グルジア、イランに分布している。
しかし野生動物の生息地と人間の設定した国境との範囲は当然違い、島などのように隔離されている所を除き重複していることが多い。その中でペルシャヒョウの生息地としての範囲に別亜種であるバルチスタンヒョウ、コーカサスヒョウ、アナトリアヒョウなどの種の生息範囲が重なっており、情報が混同している。
- バルチスタンヒョウ(Panthera pardus sindica)
  - イラン南東部
- コーカサスヒョウ(Panthera pardus ciscaucasica)
  - アルメニア、アゼルバイジャン、ジョージア（グルジア）
- アナトリアヒョウ(Panthera pardus tulliana)
  - トルコ西部

別亜種の生息地を除くとペルシャヒョウの生息地は下記のようになる。
- ペルシャヒョウ(Panthera pardus saxicolor)
  - イラン(南東部除く)、アフガニスタン北西部、トルクメニスタン、ウズベキスタン、タジキスタン

*英語版ペルシャヒョウの生息地を参照に別亜種との重複地域を含めた生息地。
イランのペルシャヒョウ
イランにおいてはエルブールズとザグロス山脈で目撃の報告があるが個体数は減少している。それでもこの亜種としての生息数はイラン国内が最も多く推定で550-850頭の個体が生息しているとされている。
アルメニアのペルシャヒョウ（南カフカス地方の国）
アルメニアにおいてはアルプスの山麓付近の草原に生息しており、またこの地は起伏に富んでいる崖や岩場も多くある為、ペルシャヒョウの活動のコースはある程度、一定のコースとなることから研究者にとってはヒョウの生息活動を見つけるのには都合が良い。
アルメニアでは、昔からヒョウと人とが共存しており、20世紀中頃までは、山で比較的簡単に発見されていた。1950-1970年代には、ヒョウの生息個体数は北部の地域において増えていた傾向があったが、近年は密猟などにより個体数は減り生態も脅かされている。
アゼルバイジャンのペルシャヒョウ（南カフカス地方の国）
アゼルバイジャン南部のナゴルノ、カラバフ、ナヒチェヴァンなどの地域においては、時折ペルシャヒョウの目撃例もあったにもかかわらず2007年3月に画像撮影されるまで生息が不明とされていた。また1990年代後半にはアゼルバイジャンのペルシャヒョウは絶滅しているのかどうかも不明であった。
ジョージア(グルジア)のペルシャヒョウ（南カフカス地方の国）
ジョージアにおけるペルシャヒョウは主に密林において生息しているが、その個体数は極めて少なく個体数は不明である。
ペルシャヒョウの目撃例としてはトビリシ地域周辺や首都の北西部周辺でも目撃されており、2004年にはジョージア南東部の地域で低地の草原でも目撃例がある。

### 生息域拡大への取り組み
ロシアのコーカサス地方にも、かつてペルシャヒョウが生息していたが1920年代に絶滅した。2009年、ロシアのプーチン首相自ら、ペルシャヒョウの復活プロジェクトに乗りだし、トルクメニスタンから贈られた2匹のオスを野生に放った。引き続きイランなどにも個体入手への協力を依頼しているという。

## バルチスタンヒョウとコーカサスヒョウとアナトリアヒョウ

カフカス（コーカサス）地方には別亜種のコーカサスヒョウが生息する。

- 別亜種のバルチスタンヒョウ(Panthera pardus sindica)
  - ENDANGERED (IUCN Red List Ver. 3.1 (2001))

  - イラン南東部スィースターン・バルーチェスターン州とパキスタン西部バローチスターン州はバルチスタンと呼ばれる地域で、ペルシャヒョウとは別亜種のバルチスタンヒョウの生息地となり、イラン南東部におけるペルシャヒョウの情報はバルチスタンヒョウの可能性もある。
- 別亜種のコーカサスヒョウ(Panthera pardus ciscaucasica)
  - ENDANGERED (IUCN Red List Ver. 3.1 (2001))

  - アルメニア、アゼルバイジャン、ジョージア（グルジア）3国は南カフカス（コーカサス）地方の国々であり、ペルシャヒョウとは別亜種のコーカサスヒョウ(Panthera pardus ciscaucasica)の生息地となり、コーカサスヒョウの可能性もある。
- 別亜種のアナトリアヒョウ(Panthera pardus tulliana)
  - CRITICALLY ENDANGERED (IUCN Red List Ver. 3.1 (2001))

  - トルコ南東部においてペルシャヒョウと思われる大型のネコ科の生息情報（正式情報ではない）があり、ペルシャヒョウが生息している可能性もあるが、別亜種であるアナトリアヒョウ(Panthera pardus tulliana)の可能性もある。

## 日本でペルシャヒョウを見られる動物園

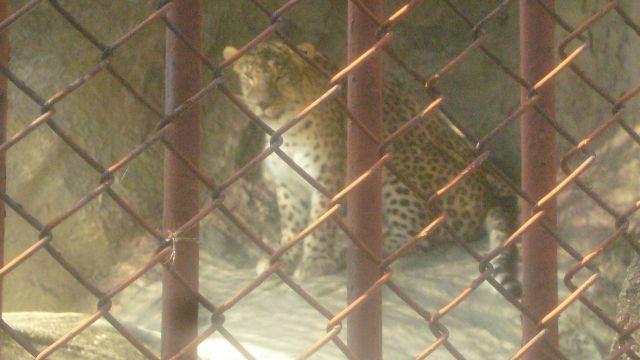
東山動物園のペルシャヒョウ

世界72の動物園で154頭、日本国内では3園で飼育されており、近親交配を避けることを念頭に全ての飼育個体に国際血統登録をして、種の保存が行われている。
- 釧路市動物園
- 東北サファリパーク
- 京都市動物園（現在は居ない）
  - 札幌市円山動物園より貸出しされて2004年4月17日より一般公開されたペルシャヒョウの「ルル」は、2004年6月30日に死亡してしまった。15歳（1989年6月19日札幌市円山動物園生まれ）。
- 札幌市円山動物園
  - 2009年1月17日に、国内最高例の雌「ヤヤ」18歳（1990年5月当園生まれ）が死亡し、ペルシャヒョウの飼育を終了した。
- 東山動物園（現在は居ない）
  - 2013年4月8日、雄「オウガ」が死亡。16歳（1996年12月3日生まれ）。1999年5月20日より飼育されていた。
  - 平成27年10月23日（金）午後1時50分頃にペルシャヒョウのシラツ（メス）が死亡。

## 海外でペルシャヒョウを見られる動物園
- ドイツ・ケムニッツ動物園
  - 2005年7月1日にペルシャヒョウの赤ちゃんが3頭誕生。同園では2007年6月22日にも3頭のペルシャヒョウの赤ちゃんが誕生した。